# NGC 6863
NGC 6863 é um asterismo na direção da constelação de Aquila. O objeto foi descoberto pelo astrônomo John Herschel em 1827, usando um telescópio refletor com abertura de 18,6 polegadas. 